# يو إف سي 99
يو إف سي 99: العودة (بالإنجليزية: UFC 99: The Comeback)‏ هو حدث لفنون القتال المختلطة نظمته يو إف سي، أُقيم في 13 يونيو 2009، على لانكسس أرينا في كولونيا، ألمانيا.